# Miaoli
Miaoli (chiń. 苗栗; pinyin Miáolì; pe̍h-ōe-jī Biâu-le̍k) – miasto w północno-zachodnim Tajwanie, na południowy wschód od Xinzhu, na zachodnim brzegu rzeki Houlong Xi, siedziba powiatu Miaoli. W 2010 roku miasto liczyło 90 703 mieszkańców.
Centrum handlu arbuzami, trzciną cukrową i owocami cytrusowymi pochodzącymi z okolicznych upraw; ośrodek przemysłu chemicznego (ciekły amoniak). W pobliżu miasta znajdują się pola naftowe. Miaoli ma połączenie drogowe z Tajpej i Kaohsiungiem.